# Conchopterella maculata
Conchopterella maculata är en insektsart som beskrevs av Eduard Handschin 1955. Conchopterella maculata ingår i släktet Conchopterella och familjen florsländor. Inga underarter finns listade i Catalogue of Life.

## Bildgalleri

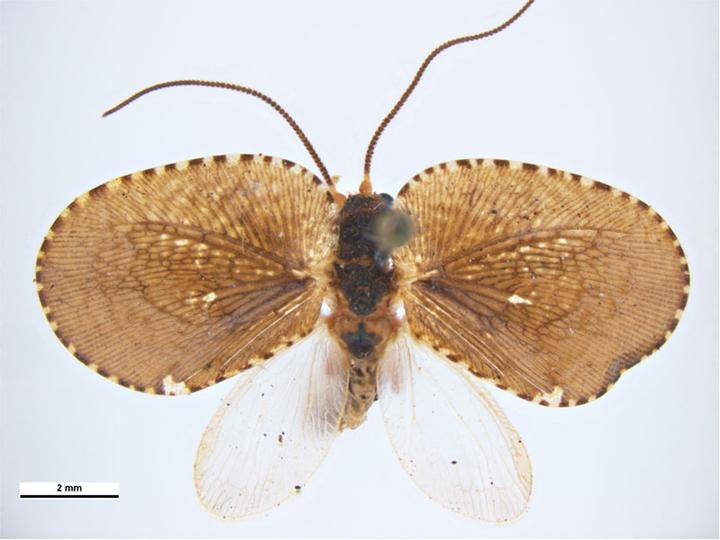